# Blepharita
Blepharita é um gênero de traça pertencente à família Arctiidae.